# Rudy Gestede
Rudy Philippe Michel Camille Gestede, född 10 oktober 1988 i Essey-lès-Nancy i Frankrike, är en beninsk fotbollsspelare. Han har tidigare spelat för Benins landslag.

## Karriär
Gestede debuterade för Aston Villa den 8 augusti 2015 i en 1–0-vinst över Bournemouth, där han byttes in och gjorde det avgörande målet.
Den 25 november 2020 värvades Gestede av australiska Melbourne Victory.